# Coiffeur pour dames (film, 1932)
Pour les articles homonymes, voir Coiffeur pour dames (homonymie).
Pour plus de détails, voir Fiche technique et Distribution.
Coiffeur pour dames est un film français réalisé par René Guissart, sorti  en 1932.

## Synopsis
Un ancien tondeur de moutons avide de renommée décide de conquérir la capitale en devenant coiffeur pour dames. Grâce à son talent et son caractère débonnaire, il devient rapidement la coqueluche des élégantes Parisiennes. Mais parvenu au sommet de la gloire, il finit par se rendre compte que la vie qu'il mène n'est qu'un mirage.

## Fiche technique
- Titre : Coiffeur pour dames
- Réalisateur : René Guissart
- Scénario : René Guissart, d'après la pièce de Paul Armont et Marcel Gerbidon, créée le 8 décembre 1927 au Théâtre de Paris
- Photographie : Georges Benoît
- Musique : Claude Pingault[1] et  paroliers Didier Daix et Fernand Simont
- Société de production : Studios Paramount
- Pays de production :  France
- Format : Noir et blanc — 35 mm — 1,37:1 — Son : Mono
- Genre : Comédie, Film musical
- Durée : 80 minutes  (1 h 20)
- Date de sortie : 
  - France : 20 mai 1932

## Distribution
- Fernand Gravey : Mario
- Nina Myral : Mme Guilbert
- Mona Goya : Aline
- Irène Brillant : Mme Louvet
- Pierre Palau : Pluvinat
- Simone Héliard : Colette
- Diana : Edmonde
- Jean Gobet : Gaëtan
- Josyane : Denise

## Autour du film
- La pièce de théâtre de Paul Armont et Marcel Gerbidon sera à nouveau portée à l’écran en 1952 par Jean Boyer, avec Fernandel.